# Lederfabrik Abel

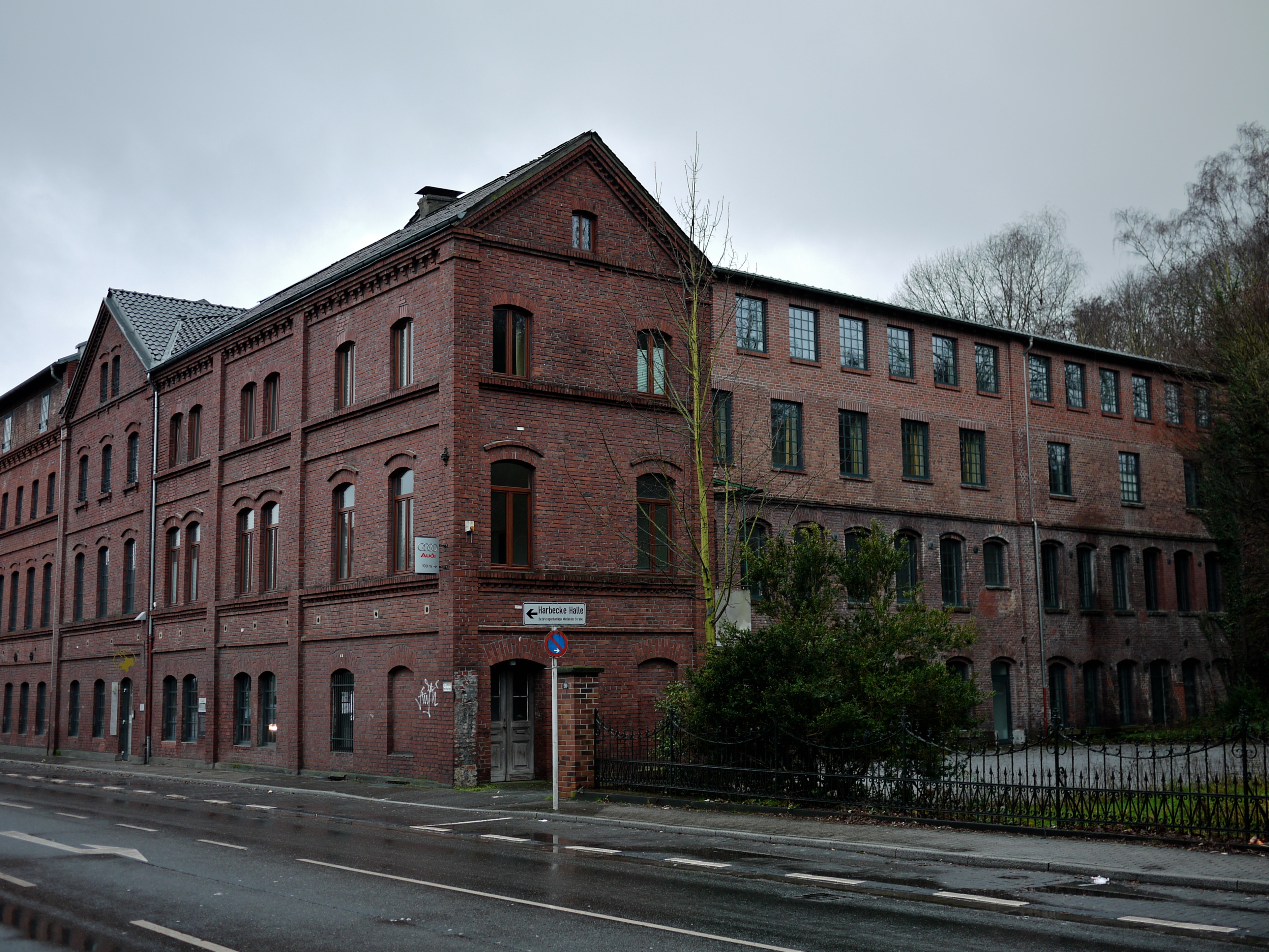
Hauptgebäude, heute als Museum genutzt

Die Lederfabrik Abel ist eines der letzten erhaltenen Lederfabrikgebäude in Mülheim an der Ruhr und seit 2003 Standort des Leder- und Gerbermuseums. Zusammen mit der letzten verbliebenen aktiven Produktionsstätte – der Lederfabrik Lindgens – ist sie Teil der Route der Industriekultur.
Die Lederfabrik Abel war eine von über 50 Fabriken, die in der Industrialisierungsphase des Ruhrgebietes die gestiegene Nachfrage nach Lederartikeln bediente. Die Produktpalette beinhaltete unter anderem Geschirre für Treidelpferde, Transmissionsriemen für Dampfmaschinen sowie Schutzkleidung für die Arbeit in Bergwerken und an Hochöfen.
Den Grundstein legte Carl Abel (1838–1904) mit der Gründung einer Gerberei unweit der Ruhr im heutigen Mülheimer Stadtteil Broich im Jahr 1864. Nach und nach wurde der Betrieb erweitert, zunächst um ein Fabrikantenwohnhaus (1885), dann um eine Falzerei (1888), Trockenräume, ein Kesselhaus sowie eine Chromgerberei (1905). Mit dem Tod des Firmengründer Carl Abel im Jahr 1904 übernahmen seine Söhne Wilhelm, Walter und Carl August die Leitung des Unternehmens. 1968 wurde die Produktion eingestellt.
Nachdem 1990 das Fabrikgebäude kurzzeitig vom Abriss bedroht war, wurde es 1993 unter Denkmalschutz gestellt. Ein Investor erwarb 1998 das Firmengelände und erstellte ein Umnutzungskonzept. Seit 2003 teilen sich ein Hotel, ein Restaurant sowie das Mülheimer Leder- und Gerbermuseum das Gebäude.